# Speedball
Speedball — компьютерная игра, разработанная The Bitmap Brothers и выпущенная в 1988 году Mirrorsoft. В основу игры положен вымышленный футуристический вид спорта в киберпанк-мире, в котором используются элементы гандбола и хоккея с шайбой и поощряются нападения на игроков соперника.
Speedball был выпущен в ноябре 1988 года для Amiga и Atari ST, а затем портирован на платформы MS-DOS, Commodore 64 и Sega Master System . SOFEL в 1991 году выпустила версию для NES под названием KlashBall. Она была переиздана в 2004 году в качестве одной из 30 игр для C64 Direct-to-TV.

## Игровой процесс
В игру играют две команды на закрытой площадке с воротами на каждом конце, как в хоккее или мини-футболе . На игровом поле установлены фиксированные препятствия, которые изменяют траекторию и скорость мяча. Также имеется по одному отверстию в центре каждой половины поля, через которые мяч проходит в другое отверстие, сохраняя скорость и направление движения. Расположение препятствий на поле меняется, при игре против новой команды, всего может быть до 10 вариантов расположения препятствий.
В каждый момент игрок может управлять только одним полевым игроком. В игре могут участвовать один или два игрока. В режиме для двух игроков они играют друг против друга. Поддерживаются два режима игры: нокаут (игра против всё более сложных команд, управляемых компьютером, в сериях до двух побед) и лига.
Игра начинается с выбора капитана из трёх доступных вариантов, отличающихся специализацией в одной из трёх характеристик: выносливость, сила или мастерство. Все члены команды начинают игру с теми же характеристиками. Во время игры удар по противнику уменьшает его выносливость. Когда выносливость игрока падает достаточно низко, он начинает двигаться медленнее, чем остальные. Чем сильнее член команды, тем больший урон он нанесет прямым ударом. Высокий уровень мастерства, с другой стороны, способствует большей агрессии со стороны любого члена команды, контролируемого компьютером, по отношению к противоположной команде и увеличивает шансы на успешный удар.
Владея мячом, игрок может либо нажать и тут же отпустить кнопку выстрела, чтобы выполнить прямой бросок, либо удерживать кнопку нажатой, чтобы мяч поднялся выше. Затем игроки могут подпрыгнуть, чтобы попытаться поймать его, но это делает их более уязвимыми для ударов противоположной команды.
По ходу игры на поле случайным образом появляются монеты и усиления, которые можно собирать. Усиления включают в себя электризацию мяча (противоположная команда получает повреждения, если попытается его тронуть) и телепортацию к вашему игроку. Монеты можно обменять в конце каждой игры на различные улучшения, такие как дополнительное время или несколько улучшений для всех членов команды игрока, включая постоянное увеличение любой из их характеристик. Игроки под управлением компьютера (со стороны игрока или компьютера) не могут собирать монеты, но активный игрок, управляемый компьютером, может собирать улучшения. Команда, которая забила больше всего голов к концу игры, становится победителем.

## Оценки
Speedball получил 862 (DOS) и 834 (Atari ST) балла из 1000 от журнала ACE, 79 % от Mean Machines и 57 % от Power Play. Игра получила в 1989 году награду Game Of The Year 16 bit премии Golden Joystick. Computer Gaming World положительно оценил игру, отметив графику и долговременный интерес к игровому процессу.
Версия для Master System в игре получил 90 % от французского журнала Joypad.

## Сиквелы
В 1990 году вышло продолжение игры — Speedball 2: Brutal Deluxe. Speedball 2 пользовался большей популярностью, чем Speedball, и был неоднократно перевыпущен.